# Reduplicación (retórica)
La reduplicación (del latín reduplicatio) doblete (pareja de palabras de distinto u opuesto significado) o geminación (del lat. geminatio), pareja de palabras sinónimas ("triste e flutuosa"), es un recurso literario que consiste en la repetición de una palabra o sintagma en contacto dentro de una oración o cláusula. Si los elementos se repiten dos veces sin nexo, se considera reduplicación ("Río Duero, Río Duero"); si con nexo, doblete ("moros y cristianos") o; si se repiten tres veces, se habla de triplete si son palabras y de trimembración si son sintagmas o suboraciones enteras (la bimembración consiste en unir dos suboraciones con una conjunción). Grupos de más elementos son ya enumeración.

## Trimembración
La trimembración consiste en enumerar tres elementos, ni uno menos ni uno más, y repetir este tipo de tripletes a lo largo del texto para conseguir un efecto rítmico. Cada elemento enlazado puede ser desde una palabra a una oración entera. Es especialmente efectiva si cada uno de esos tres elementos tiene la misma extensión (tricolon), en especial en el verso. En la prosa, si son complementos, es más habitual ordenarlos en extensión creciente.
La trimembración fue usada en especial por el modernismo, en concreto por Rubén Darío y otros autores. También es un rasgo estilístico frecuente en los discursos de Emilio Castelar y en la poesía de Pedro Salinas. El tricolon establece muchas veces correspondencia entre tres términos semántica o formal: "Sangre, sudor y lágrimas; "Libertad, igualdad, fraternidad"; Veni, vidi, vici; Citius, altius, fortius.

## Ejemplos
- No, mi corazón no duerme. / está despierto, despierto. (Antonio Machado)

- ¡Tenemos que tener orden! ¡Orden! ¡Qué altiva /  imposición del orden de una mano, /  un color, un sonido! (Miguel Hernández, "El silbo de afirmación en la aldea", de El rayo que no cesa).

- Abenámar, Abenámar, / moro de la morería (Anónimo, Abenámar y el rey don Juan).

- En mi jardín se vio una estatua bella; / se juzgó mármol y era carne viva; / una alma joven habitaba en ella, / sentimental, sensible, sensitiva [...] Como la esponja que la sal satura / en el jugo del mar, fue el dulce y tierno / corazón mío, henchido de amargura / por el mundo, la carne y el infierno. (Rubén Darío)

- Yo no ataqué el culto, yo no ataqué el dogma, yo no ataqué ninguna creencia..., porque la Iglesia Católica con su ideal de autoridad, con su ideal de infabilidad, con la ambición que tiene de extender estas ideas sobre todos los pueblos... (Emilio Castelar, "Discurso sobre la libertad religiosa")

- Para vivir no quiero / islas, palacios, torres. / ¡Qué alegría más alta / vivir en los pronombres! / Quítate ya los trajes, / las señas, los retratos. / Yo no te quiero así, / disfrazada de otra, / hija siempre de algo. / Te quiero pura, libre, / irreductible: tú. (Pedro Salinas, La voz a ti debida).